# تپه سه گرد
تپه سه گرد مربوط به دوران پیش از تاریخ ایران باستان است و در حومه اورمیه بخش، صومای برادوست واقع شده و این اثر در تاریخ ۱ آذر ۱۳۴۴ با شمارهٔ ثبت ۴۵۴ به‌عنوان یکی از آثار ملی ایران به ثبت رسیده است.